# Галанчож
Галанчож, Ахбосой (чеч. Акха-Басс) — покинуте село, колишній адміністративний центр колишнього Галанчозького району Чечні.
1913 року центр одного з 67 сільських правлінь Грозненського округу Терської області Голанчезьке — с. Ахбоса.

## Географія
На березі річки Осу-Хі, неподалік озера Галанчож, на південний захід від Грозного.
Найближчі села і руїни: на північний захід — Амкі.

## Населення
| Рік  | Чисельність | Чисельність |
| ---- | ----------- | ----------- |
| 1883 | 95          | [ 5 ]       |
| 1889 | 114         | [ 6 ]       |
| 1899 | 113         | [ 5 ]       |

## Легенда про виникнення

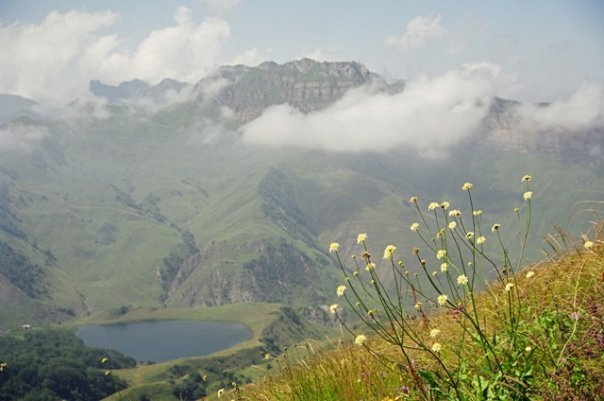
Озеро Галанчож (Галайн-Iам)

Своїм духовним центром галайці вважали аул Акха-Басса.

У Галанчоджа знаходиться невелике озеро, про яке в давнину склалося уявлення про Духа озера. Легенду записав фольклорист ХІХ ст . Ф. Міллер:
Поблизу аула Ялхорою, каже переказ, у місці, званому Амка, було раніше озеро. Якось мати з дочкою вирушили на берег його і з нерозумності стали прати брудні пелюшки в кришталевій воді. Розгніваний Дух озера за це осквернення обернув обох жінок у каміння, яке й тепер ще видніє біля Амки. Але й озеро не хотіло залишатися в опоганеному ложі. Воно звернулося до чудового рослого бика, що перейшов скелястий кряж, залишивши слід у вигляді величезної виїмки, і спустився вниз майже з прямовисної висоти. Потім бик підійшов до того місця, де тепер лежить озеро і де раніше були розташовані орні ділянки. Одні з місцевих жителів хотіли запрягти бика для роботи, інші казали, що це божий бик і противилися його запряжці в плуг, але, зрештою, бика запрягли. Коли він вів першу борозну, у ній виступив бруд: при другій стало ще мокріше: при третій — із землі виступила вода, при четвертій борозні вода ринула стрімко, затопила поле і всіх людей. Бик зник у хвилях озера. З того часу озеро вселяє забобонний страх тубільцям: вони вважають його бездонним і не п'ють його воду.

## Історія
Село ліквідовано 1944 року під час депортації чеченців . Після відновлення Чечено-Інгуської АРСР у 1956 році чеченцям було заборонено селитися в даному районі.